# Galactic Civilizations II: Dread Lords
Galactic Civilizations II: Dread Lords è il seguito del popolare gioco per computer Galactic Civilizations.
Il gioco si propone come la continuazione diretta del suo predecessore, con un gameplay praticamente identico. In questo capitolo è aggiunta la nuova fazione dei "Dread Legion", con relativa campagna connessa.
Sono state pubblicate due espansioni: la prima, Dark Avatar, nel 2007, la seconda, Twilight of the Arnor, nel 2008.

## Le razze

### L'Alleanza Terrestre
L'Alleanza Terrestre (Terran Alliance) corrisponde alla civiltà umana. Gli umani crearono la tecnologia dell'Hiper-Drive, basata sul vecchio design degli Stargate che l'Impero Arceano donò loro in precedenza. In uno dei più grandi errori della storia galattica, quegli stessi scienziati che avevano sviluppato il motore Hyper-Drive, ed altre tecnologie correlate necessarie al suo funzionamento, ebbero la malsana idea di donarlo anche alle altre civiltà aliene. Ciò infatti donò ai Terrestri la fama all'interno della Galassia di non pensare troppo e di essere imprudenti nelle loro azioni, ma gli umani, dall'altro lato, si dimostrarono metodici guerrieri ed eccellenti diplomatici.
Dopo aver fatto conoscenza degli Altariani e degli Arceani, i Terrestri donarono la tecnologia dell'Hyper-Drive ai loro nuovi vicini della Galassia e, come risultato, si ebbe che questi ne divennero amici. Tale avvicinamento fu sfruttato durante la guerra contro il Dominio di Korx. In realtà gli Arceani non presero mai fisicamente parte alla battaglia, ma si limitarono a fornire aiuti ai propri alleati. Dopo di questo, i Terrestri scoprirono, inoltre, che alcuni Arceani fecero trapelare informazioni circa la realizzazione dell'Hyper-Drive alla Legione Drath, la quale vendette la tecnologia ultimata proprio al Dominio di Korx. Lord Vega, capo degli Arceani, infuriato per quanto accaduto, chiuse le comunicazioni verso tutte le altre razze, ad eccezione dei Terrestri e degli Altariani.
L'Alleanza Terrestre è stata fondata dai principali stati mondiali, come U.S.A., Federazione Europea, Oceania, Giappone, Cina, Russia ed altri Stati di Africa, Asia e Nord e Centro America, mentre il Sud America continua ad esistere come un regno indipendente dall'Alleanza Terrestre, avente una propria sovranità. Le capitali dell'Alleanza sono tre: Washington D.C. (Stati Uniti), Mosca (Russia) e Londra (Regno Unito); queste città aiutano il controllo delle elezioni del Presidente dell'Alleanza.
Le operazioni di voto non risultano per nulla una cosa facile. Ogni pianeta ha due Senatori che esprimono una preferenza per un candidato alla Presidenza. Inoltre, tali Senatori possono esprimere il voto solo per il candidato che la popolazione del proprio pianeta ha scelto, votandolo precedentemente. Eventuali brogli comportano punizioni severissime. La Terra giova del fatto di avere non due, ma ben quattro Senatori, essendo il pianeta più popoloso. A voto terminato, il nuovo Presidente viene nominato ed entra in carica alla Mezzanotte del 31 dicembre. Non risulta che mai qualcuno si sia lamentato di questo sistema di voto sin dalla fondazione dell'Alleanza Terrestre.